# Kleinkastell Irgenhausen

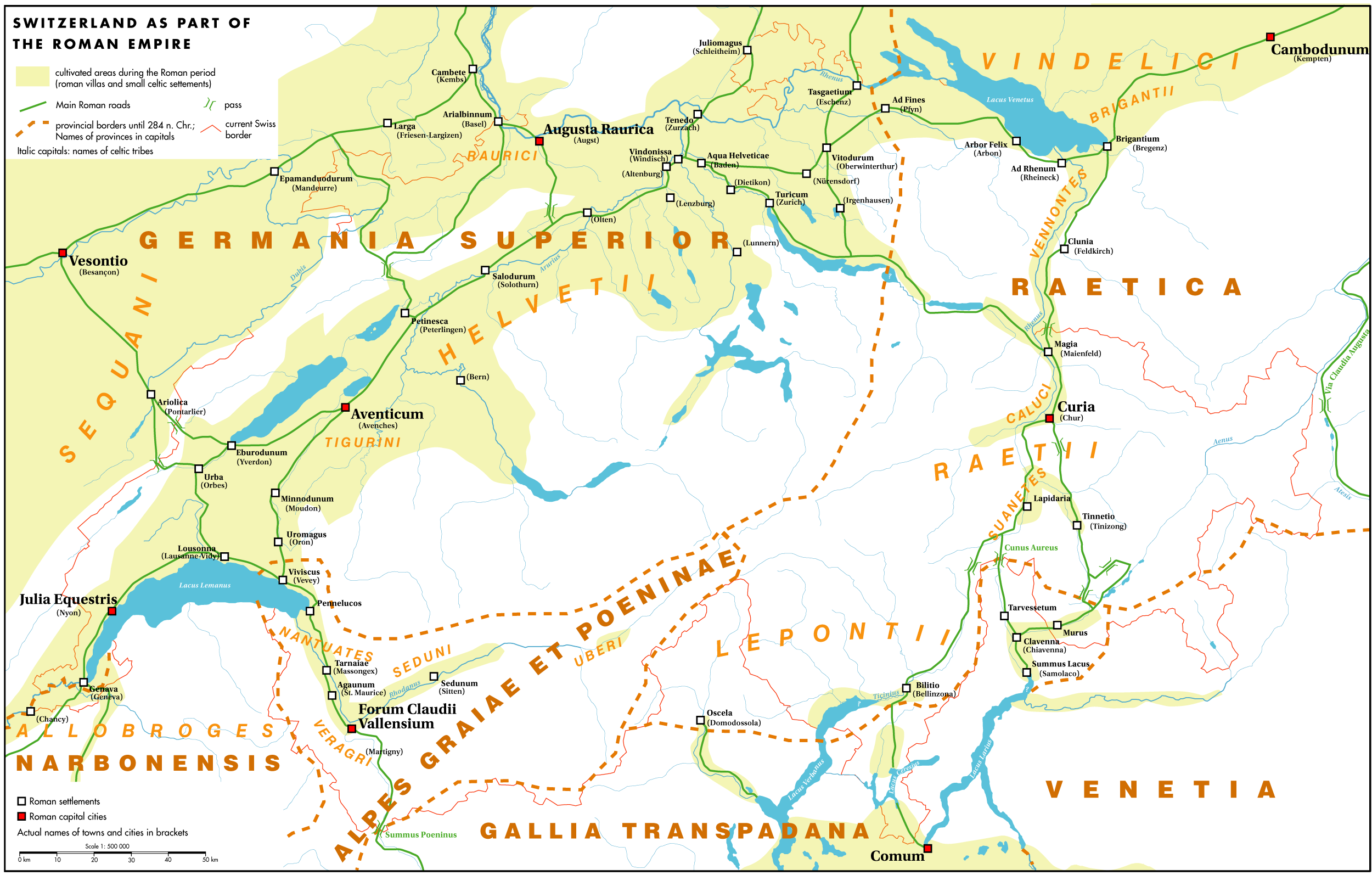
Lage von Irgenhausen am DIRL

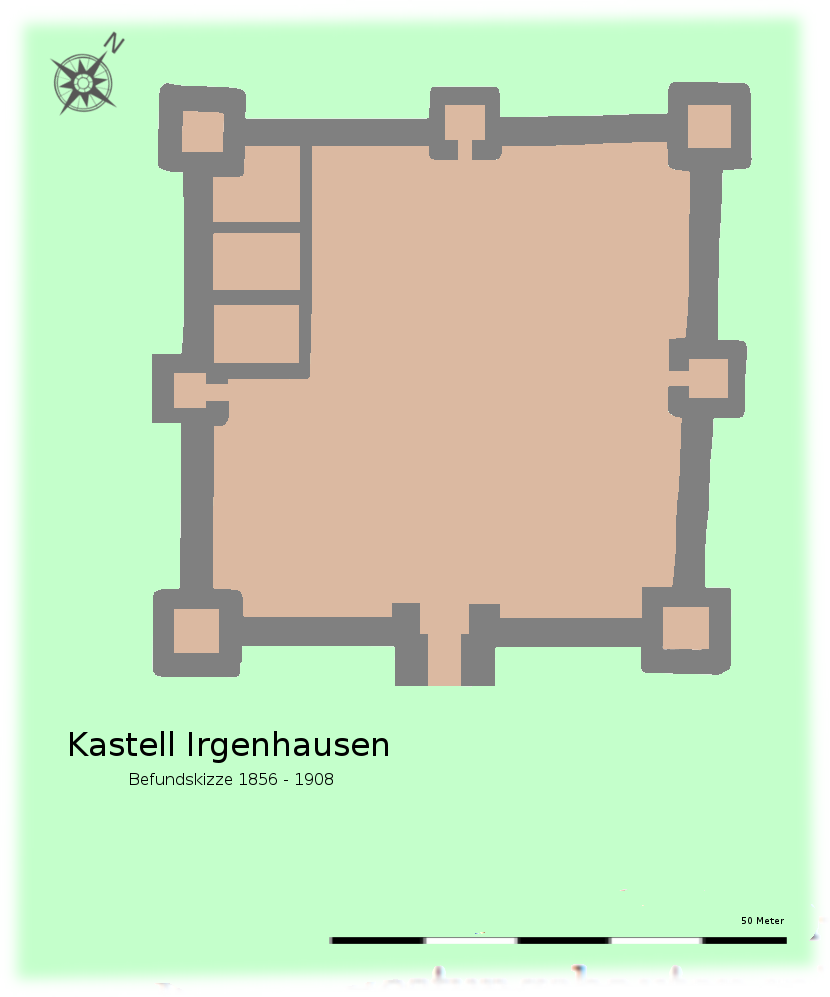
Grundriss des Kastells

Luftaufnahme des Kastellareals

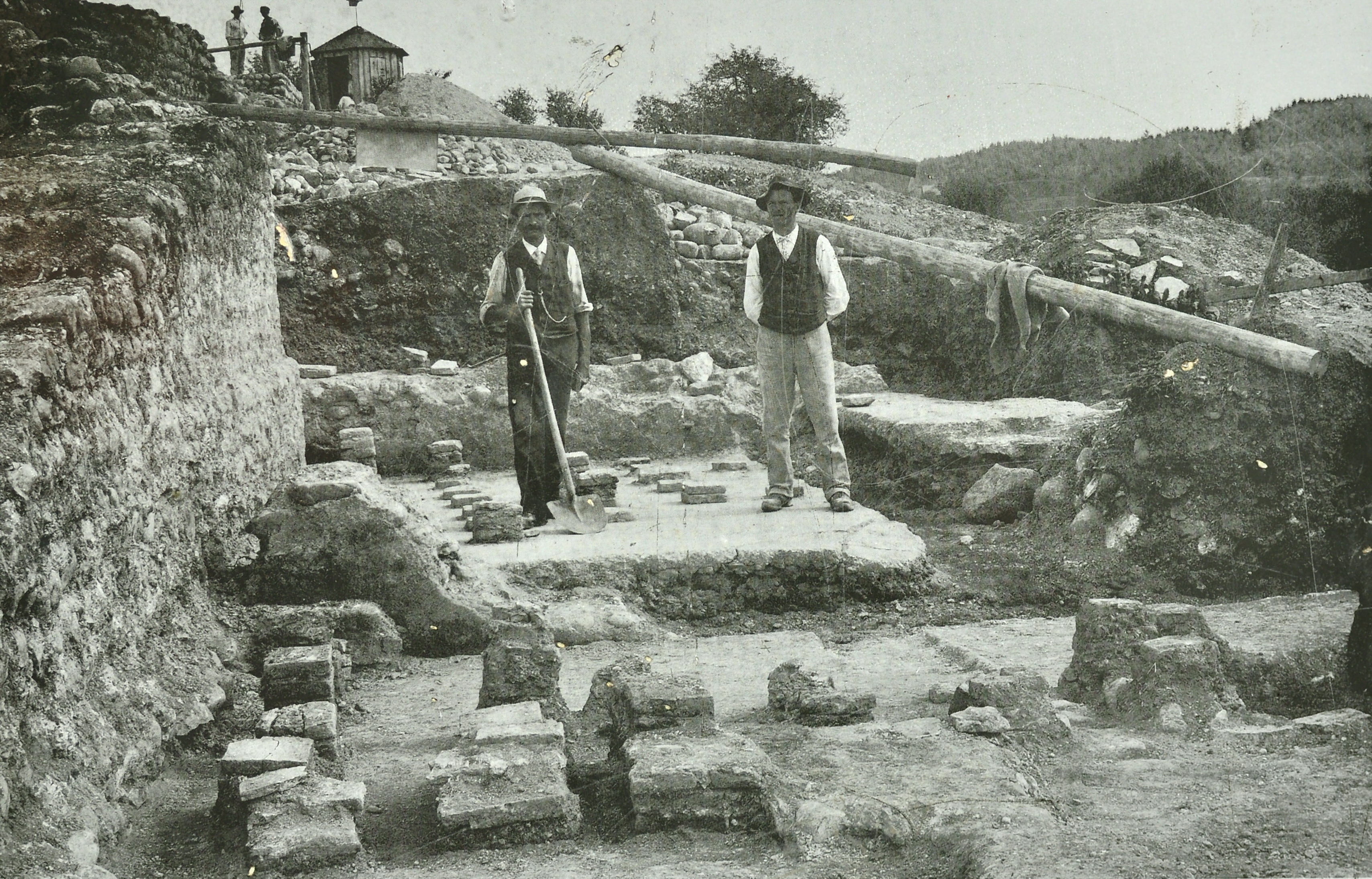
Freilegung der Überreste der Hypokaustpfeilern der villa rustica ausserhalb des Südturms Links die Kastellmauer aus dem späten 4. Jahrhundert, Aufnahme von 1907

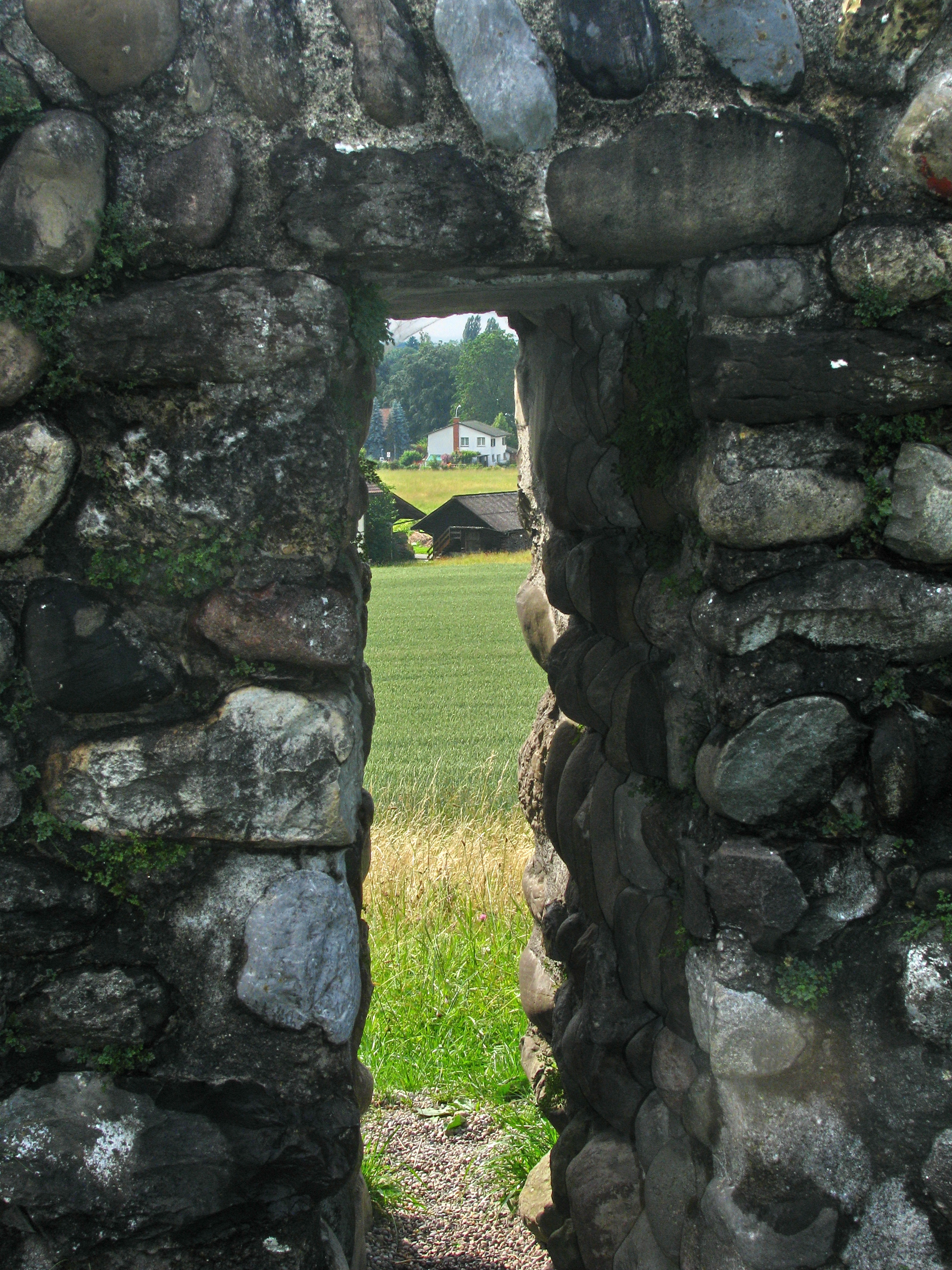
Mauerschlitz

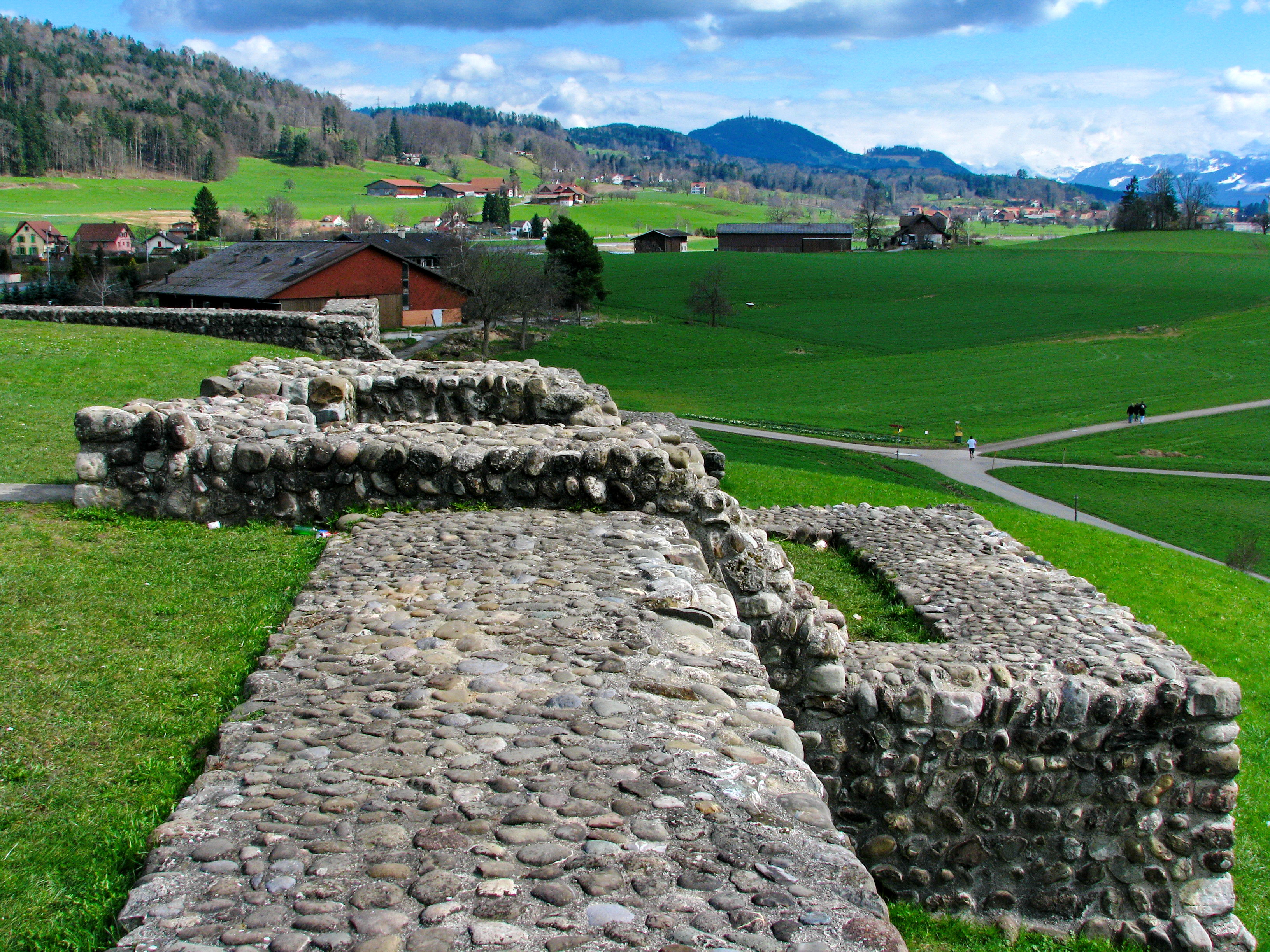
Mittelturm an der Südmauer

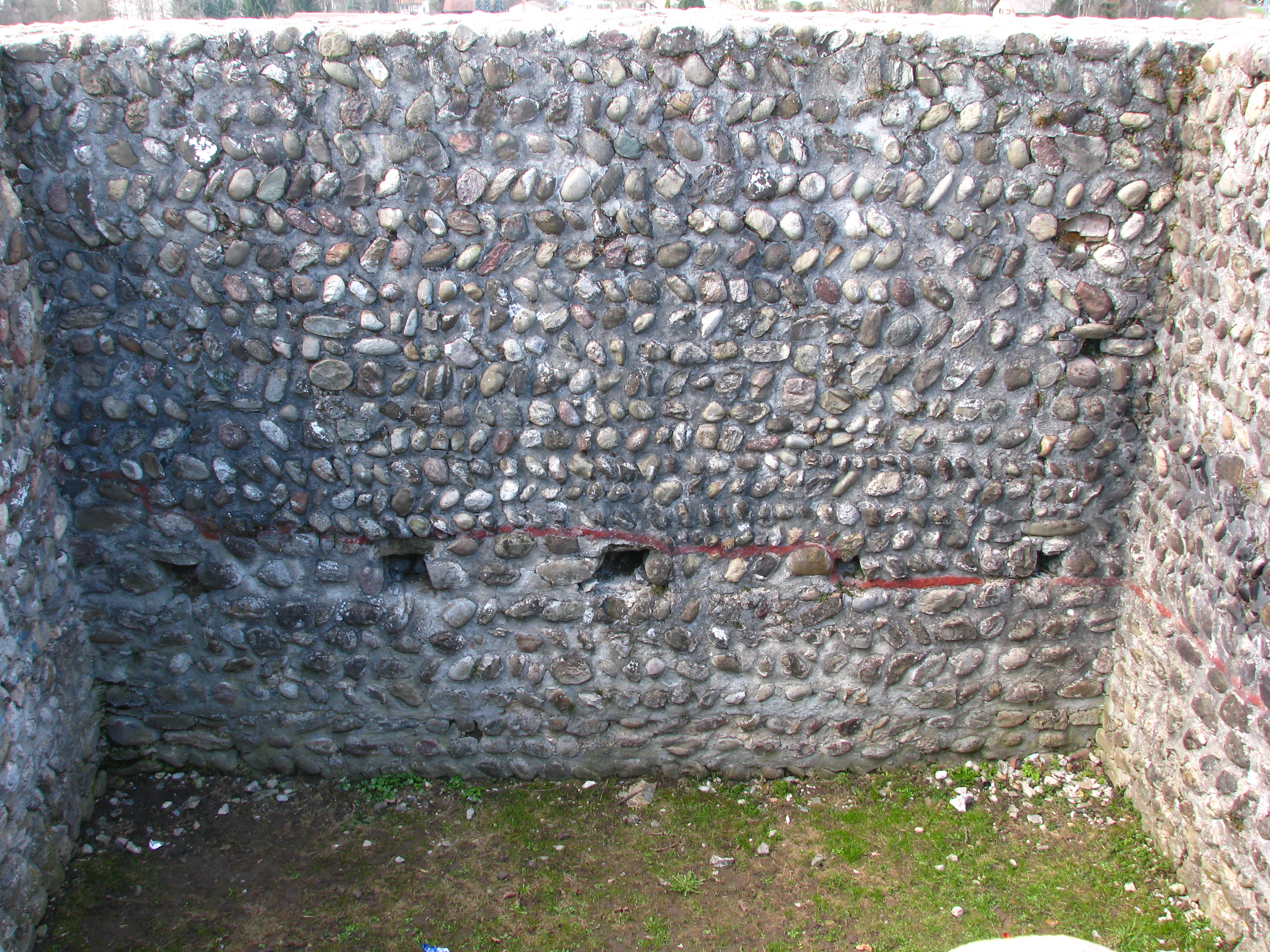
Innenansicht des nördlichen Eckturms mit Balkenlöchern eines Zwischenbodens

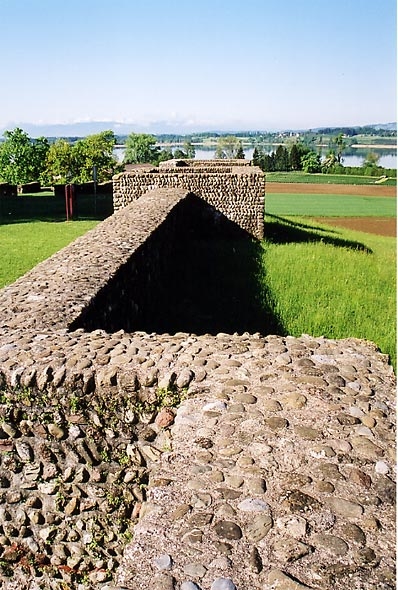
Die östliche Umfassungsmauer des Kastells; im Hintergrund der Pfäffikersee

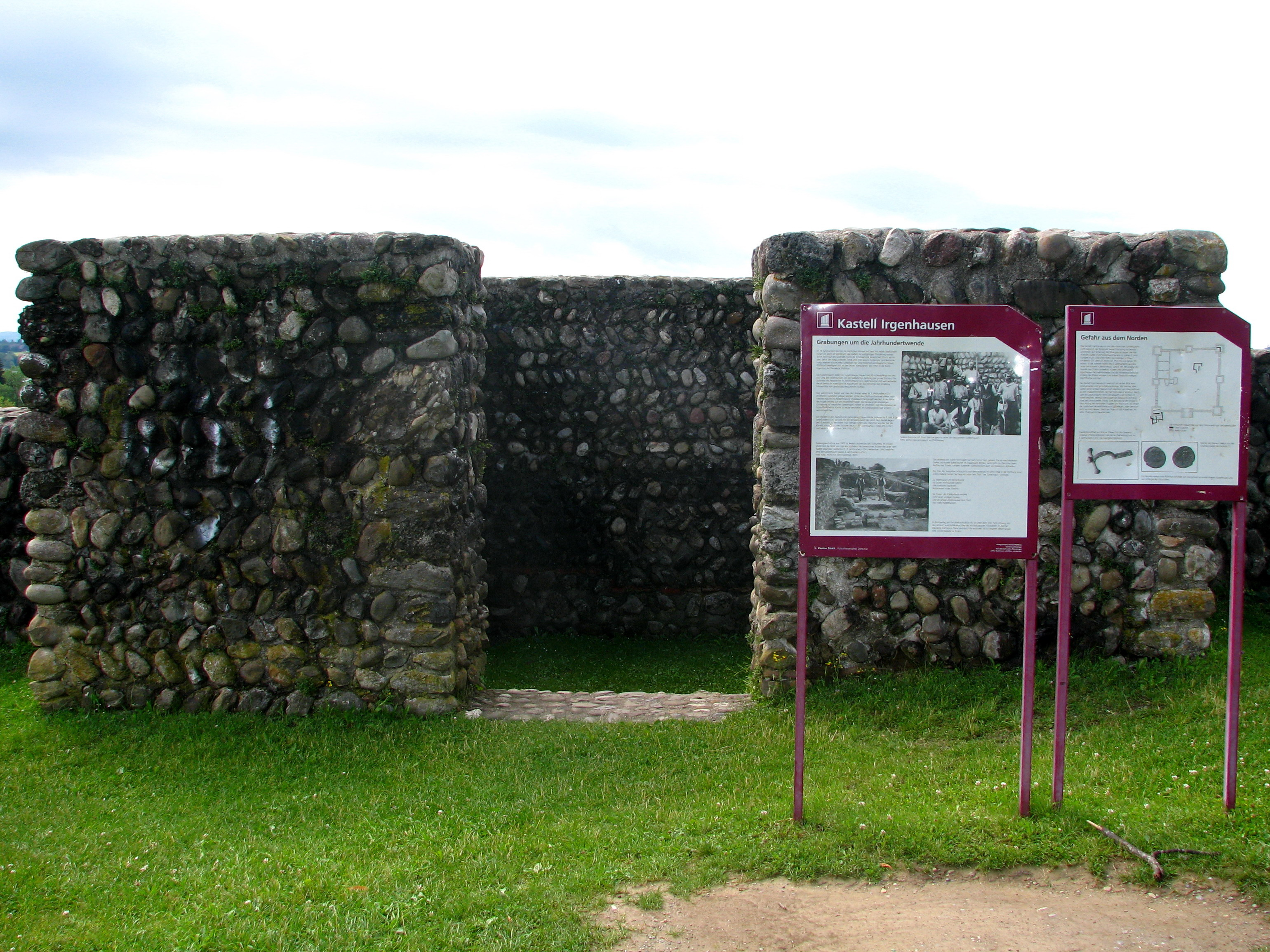
Infotafeln am Kastellgelände

Das Kleinkastell Irgenhausen ist eine römische Befestigungsanlage auf dem Gebiet von Irgenhausen, eine Aussenwacht der Gemeinde Pfäffikon im Schweizer Kanton Zürich.
Das Kastell sicherte ehemals eine Verbindungsstrasse und war Teil der rückwärtigen Linie des Donau-Iller-Rhein-Limes (»spätrömischer Hochrhein-Limes«). Dessen Befestigungen wurden während der Endphase der römischen Herrschaft über die Provinzen entlang von Rhein, Iller und Donau angelegt. Erbaut im 4. Jahrhundert, wurde das Kastell vermutlich schon Anfang des 5. Jahrhunderts wieder aufgegeben. Später diente der Nordwall zur Materialgewinnung für den Bau einer Fabrik, bis das Gelände von der Antiquarischen Gesellschaft in Zürich erworben werden konnte die dem Steinraub Einhalt gebot. Sie führte Ende des 19. Jahrhunderts umfangreiche Grabungen durch und restaurierte bzw. ergänzte teilweise den noch vorhandenen Mauerbestand. Unter dem südlichen Eckturm entdeckte man unter anderem das Hypokaustum eines Gutshofs (villa rustica) aus dem 1. bis 3. Jahrhundert. Die Anlage zählt heute zu den am besten erhaltenen Kastellen der Schweiz.

## Name
Der antike Name des Kastells ist unbekannt. Der heutige Flurname «Bürglen» (oder auch Hagherrenbühel und Schlossberg) leitet sich von einer frühmittelalterlichen Burg ab, die dort zu dieser Zeit gestanden haben soll. Die Ortsnamen Irincheshusa und Faffinchova werden um 811 erstmals urkundlich erwähnt. In der Urkunde des 9. Jahrhunderts ist auch von einem Ort namens Camputna/Cambodunum ("Camputuna sive Irincheshusa") die Rede. Man vermutet, dass damit das Kastell gemeint gewesen sein könnte.

## Lage und Topographie
Die Region um Irgenhausen gehörte in der Spätantike zur Provinz Maxima Sequanorum. Das Kastell liegt rund 1,5 Kilometer südöstlich der Pfarrkirche von Pfäffikon auf dem «Bürglen», einem Drumlin, der sich rund 400 m vom Ostufer des Pfäffikersees entfernt an der ehemaligen Römerstrasse befindet, die von Centum Prata (Kempraten) bei Rapperswil-Jona zum Vicus in Vitudurum (Oberwinterthur) führte. Der Bürglen hat eine Höhe von 566 m und überragt sein umliegendes Terrain um etwa zehn Meter, den See um 25 Meter. Nach Südwesten fällt er steil ab, an den drei anderen Seiten läuft er sanft in die Ebene aus. Der Hügel entstand aus einer Gletschermoräne, die sich hauptsächlich aus diluvialem Lehm mit wenig Kiesbeigaben zusammensetzt. Bis Anfang des 20. Jahrhunderts wurde er u. a. als Weinberg genutzt.

## Funktion
Die Forschung geht davon aus, dass das Kastell dem Schutz der Verkehrs- und Versorgungswege zur römischen Rheingrenze diente. Weitere Aufgaben der Besatzungen waren wohl die Überwachung des Straßenverkehrs, evtl. die Zwischenlagerung von Nachschubgütern, die Nachrichtenweitergabe sowie die Blockade der Straße bei Barbareneinfällen. Eine Straßensperre war auch mit einer kleinen Truppe zu bewerkstelligen, da der See damals noch das ganze Irgenhausener-Ried bedeckte.

## Forschungsgeschichte
Auf dieser Gemarkung fanden sich schon früh Mauerfunde, doch nahm man damals an, sie stammen von einer frühmittelalterlichen Burgruine. Im 18. Jahrhundert soll in einem der Ecktürme ein "aufrechtstehendes" menschliches Skelett entdeckt worden sein. 1838 nahm Ferdinand Keller erstmals den Grundriss des Kastells auf. Gerold Meyer von Knonau erwähnte in seinem 1844 erschienenen Werk "Der Kanton Zürich", dass der Sage nach hier einst ein römisches Kastell gestanden haben soll, das um 1144 zerstört wurde, dessen übermannshohe Mauerreste aber noch lange sichtbar waren. Zudem fand man beim Bearbeiten des Bodens immer wieder antike Münzen, die zum Teil in den Besitz der Antiquarischen Gesellschaft in Zürich gelangten.
1856 gruben die Grundherren, die Gebrüder Vontobel, den westlichen Eckturm aus und legten dabei eine Ascheschicht, römische Münzen, Geweihreste, Ziegelbruch und angeblich auch die Reste eines Bodenestrichs mit Ziegelbeigaben frei. 1857 führte Ferdinand Keller mit vier anderen Mitgliedern der Zürcherischen Gesellschaft für vaterländische Alterthümer eine Flurbegehung durch, über die anschließend ein detaillierter Bericht verfasst wurde.
Im Jahre 1889 legten Mitglieder des Naturhistorischen Vereines Lora, Pfäffikon, den nordöstlichen Eckturm frei. 1892 fand der Besitzer des Bürglen, Dietrich, bei seinen Grabungen eine 30 bis 40 Zentimeter dicke Brandschicht vor und konstatierte, dass die Kastellmauern bis in eine Tiefe von drei Meter reichten. 1897 sollte das Kastell abgerissen werden und das Steinmaterial für den Bau einer Fabrik Verwendung finden. Dies wurde mit dem Abbruch der Nordmauer teilweise umgesetzt. Der weitere Abbruch wurde 1898 von der Antiquarischen Gesellschaft – unter Führung von Jakob Heierli – verhindert, die das Gelände für 3000 Schweizer Franken aufkaufte. 1897 führte Jaques Mayor eine Bestandsaufnahme durch. Sein Bericht enthält die genaueste Beschreibung des Kastells, bevor es ausgegraben und konserviert wurde.
Zwischen 1898 und 1908 führte die Antiquarische Gesellschaft, unter der Leitung von Otto Schulthess, weitere archäologische Grabungen und Untersuchungen an der Ruine durch. Danach konservierte man deren Überreste und baute sie teilweise mit dem originalen Baumaterial wieder auf. 1909 wurde sie als «Kastell Irgenhausen» unter Bundesschutz gestellt. Im Jahr 1920 erfolgte durch Walter Mittelholzer eine frühe luftbildarchäologische Prospektion des Kastells und seiner Umgebung. Im näheren Umfeld wurden weitere römische Bauten (Villae Rusticae) lokalisiert und ergraben. 1957 gelangte das Kastell in den Besitz der Gemeinde Pfäffikon ZH.

## Entwicklung
Nach Aufgabe des Obergermanisch-rätischen Limes (siehe auch Limesfall und Reichskrise des 3. Jahrhunderts) im 3. Jahrhundert, zogen sich die Römer wieder auf die alte Grenzlinie an Rhein und Donau zurück. Unter den Kaisern Valentinian I. (364–375) und Gratian (367–383) wurde in einer zweiten Ausbauphase ein großangelegtes Festungsbauprogramm an der oberen Donau, am Hochrhein und am Bodensee in Gang gesetzt. Diese neue Festungskette sollte es den stetig nachdrängenden Germanenstämmen erschweren, ins Reichsgebiet einzufallen. Besonders gefährdete Grenzabschnitte am Hochrhein und zwischen Bregenz und Iller wurden im 4. Jahrhundert massiv mit neuen Kastellen und zahlreichen Wachtürmen oder Kleinfestungen (burgi) gesichert. Sie wurden noch zusätzlich durch eine Reihe rückwärtiger Kastelle verstärkt, die die wichtigsten Anmarsch- und Nachschubstraßen zum Rheinlimes sichern sollten. Eines davon stand in Irgenhausen. Die Datierung des Kastells ist unsicher. Möglicherweise wurde das Kastell zur Zeit des Kaisers Diokletian (284–305) um das Jahr 294/295 n. Chr. erbaut, zeitgleich mit Anlagen wie zum Beispiel Tasgetium. Es könnte aber auch – wie das Kastell in Schaan – erst in der Regierungszeit Valentinians I., um 364 bis 375 n. Chr. gegründet worden sein. Es zählt, zusammen mit noch einigen anderen Limeskastellen in Syrien, Arabien und Nordafrika, aber noch zum sogenannten «diokletianischen Typus» (284–305). Ein Münzfund weist diesbezüglich in das Jahr 370 n. Chr. Ersteres kann nicht zweifelsfrei bewiesen werden, da das Kastell nicht an einer römischen Hauptverkehrsroute stand, sondern offenbar nur als Sperrwerk an der Verbindungsstrasse von Vitudurum (Oberwinterthur) nach Kempraten am Zürichsee diente. Andererseits ist bekannt, dass unter Valentinian I. nicht nur neue Festungen errichtet, sondern auch schon vorhandene ausgebessert und verstärkt wurden. Der o. e. Münzfund muss daher nicht zwingend den Beginn der ersten Bauphase markieren. Bald nach 400 n. Chr. wurde das Kastell von seiner Besatzung geräumt und daran anschließend wohl im Zuge eines Alamanneneinfalls zerstört. Über eine nachantike Nutzung der Anlage ist nichts bekannt.

## Kastell
Das Kastell hatte einen quadratischen, an der Nord- und Westecke leicht verzogenen Grundriss um das unebene Terrain des Hügels auszugleichen. Die Kastellmauer umschloss ein Areal von 60 × 61 Metern Seitenlänge (0,366 Hektar). Es hatte große Ähnlichkeit mit Kastellen im Orient, wie zum Beispiel das bei Muhatet el Haddsch, an der via Traiana, südlich der Nabatäerstadt Petra, dem Kleinkastell Gasr Bularkan im Hinterland des libyschen Limes Tripolitanus, dem von Schaan im benachbarten Liechtenstein, Aying in Bayern und Bregenz (Brigantium) in Österreich. Das Lager wurde offensichtlich von mehreren Bauvexillationen mit unterschiedlichen handwerklichen Fertigkeiten errichtet, wie sich sehr anschaulich an der Qualität des Mauerwerkes erkennen lässt. Das Baumaterial wurde aus Gletscherablagerungen gewonnen. Ferner findet sich eine Mischung aus Verrucano aus dem Glarnerland, Kalksteinen der Helvetischen Decken sowie Nagelfluhen. Der Mörtel hatte eine weiße bis leicht rötliche Farbe und bestand aus Sand und Kalk.
Abmessungen im Detail:
- Nordfront 61,80 m
- Südfront 60,80 m
- Westfront 61,25 m
- Ostfront 60,60 m

### Kastellmauer
Die Umfassungsmauer hatte eine Stärke von circa 1,90 m, die Höhe ist unbekannt. Sie war aus unbehauenen Feldsteinen (Kieseln), mit gelegentlicher Beigabe von Ziegeln, in Opus spicatum-Technik (Fischgrätmuster) aufgebaut. Ihr Kern bestand aus vermörtelten, in Schichten verlegten Bruchsteinen (Gussmauerwerk). Durchbrochen wurde sie – neben dem Osttor – zusätzlich von drei, 1,5–1,6 m breiten, Nebenpforten. Eine befand sich südlich des westlichen Mittelturmes, die zweite östlich des nördlichen Eckturmes und die dritte östlich des südlichen Mittelturmes. An allen vier Seiten fanden sich auch 0,40 × 0,25 m große Mauerschlitze (je einer zwischen Eck- und Mittelturm) die von innen nach außen verengten. Vermutlich dienten sie zur Ableitung des Regenwassers oder als Belüftung bzw. Lichtspender der Innenbauten. An der Westfront stieß man auf sechs runde, sieben Zentimeter große, Löcher, wahrscheinlich ebenfalls Abläufe für Regen- oder Sickerwasser.

### Türme und Tore
Die Mauer wurde durch vier quadratische Ecktürme, einen Torturm auf der Südostseite und drei kleineren Mitteltürmen in der Mitte der Nord-, West- und Südfront verstärkt. Die Seitenlängen der Ecktürme betrugen 8 × 8 m, die der Mitteltürme 6 × 6 m. Ihre Außenmauern hatten eine Stärke von 1,40–1,50 m, an der Innenseite jedoch nur 1,10–1,15 m. Die Ecken bestanden aus größeren, viereckig zugehauenen Tuffsteinblöcken. Alle verfügten an ihrer Innenseite über 1,10–1,40 m breite Eingänge mit betonierten Schwellen. Beim Nord- und Westeckturm befanden sie sich an der Kurtine der Westfront, beim Süd- und Osteckturm an der Ostfront. An den Mitteltürmen lag er jeweils genau in der Mitte. Am besten erhalten war die Pforte des westlichen Eckturms.

### Innenbebauung
Neben den Resten der Ecktürme und der Umfassungsmauer fanden sich auch Reste der steinernen Innenbauten. Ein dreiräumiger Bau wurde dabei als Badeanlage (Kastellthermen) gedeutet. Neben einem weiteren Bau mit drei Räumen, der als Principia (Stabsgebäude) gedeutet wurde, fand sich unter dem südlichen Eckturm die Hypokaust-Anlage einer ausgedehnten Villa Rustica aus dem 1. bis 3. Jahrhundert, die vor oder während des Baus des Kastells zerstört worden war. Sie bedeckte vermutlich das ganze Plateau und das Terrain bis zum Fuße des Hügels. Ihre Wohnräume dürften sich an der Nord- und Südecke konzentriert haben. Die Funktionsbauten des Kastells waren wohl zur Gänze in Holz ausgeführt und konnten deshalb nicht mehr eindeutig bestimmt werden. Vermutlich umfassten sie einige Mannschaftsbaracken, ein Horreum (Getreidespeicher) und ein Praetorium (Kommandantenwohnhaus).
Die Mauern von zwei Räumen mit halbrunden Apsiden gehören wahrscheinlich zu einer frühmittelalterlichen Kirche, der Benignus-Kirche von Pfäffikon, die über der Ruine des spätantiken Kastells errichtet wurde.

## Garnison
Die Truppen der Provinz Maxima Sequanorum standen in der Spätantike unter dem Kommando eines Dux provinciae Sequanicae. Welche Abteilung der römischen Armee die Besatzung des Kastells stellte ist mangels diesbezüglicher Inschriften unbekannt. Aufgrund seiner geringen Größe konnte hier nicht einmal ein Numerus untergebracht werden. Auch konnte es mit so einer geringen Besatzung keiner längeren Belagerung standhalten.

## Denkmalschutz, Befundsicherung und Fundverbleib
Das Kastellareal ist als eine geschichtliche Stätte im Sinne des Schweizer Bundesgesetzes über den Natur- und Heimatschutz vom 1. Juli 1966 unter Bundesschutz gestellt. Nicht genehmigte Nachforschungen und gezieltes Sammeln von Funden stellen eine strafbare Handlung dar und werden nach Art. 24 mit einer Freiheitsstrafe bis zu einem Jahr oder einer Geldstrafe geahndet.
Für die Restauration der Mauern des Kastells Irgenhausen seitens der Antiquarischen Gesellschaft Pfäffikon wurde das römische Original-Baumaterial wieder verwendet und das Kastell anschließend der Öffentlichkeit zugänglich gemacht. Seit dem Verkauf der Anlage hat die Gemeinde Pfäffikon die pflegerischen Tätigkeiten übernommen. Sie kann ganzjährig besichtigt werden und ist mit Hinweistafeln versehen. Das Kastell ist auf drei gut beschilderten Wegen erreichbar. Anreise mit öffentlichen Verkehrsmitteln: ab Zürich Hauptbahnhof mit der S3 nach Pfäffikon ZH und weiter mit den Postbuslinien 835 oder 837 bis Irgenhausen.
Fundstücke der Kastellgrabung sowie angrenzender Gutshöfe sind unter anderem im Museum am Pfäffikersee Pfäffikon und im Heimatmuseum Wetzikon untergebracht.

## Galerie

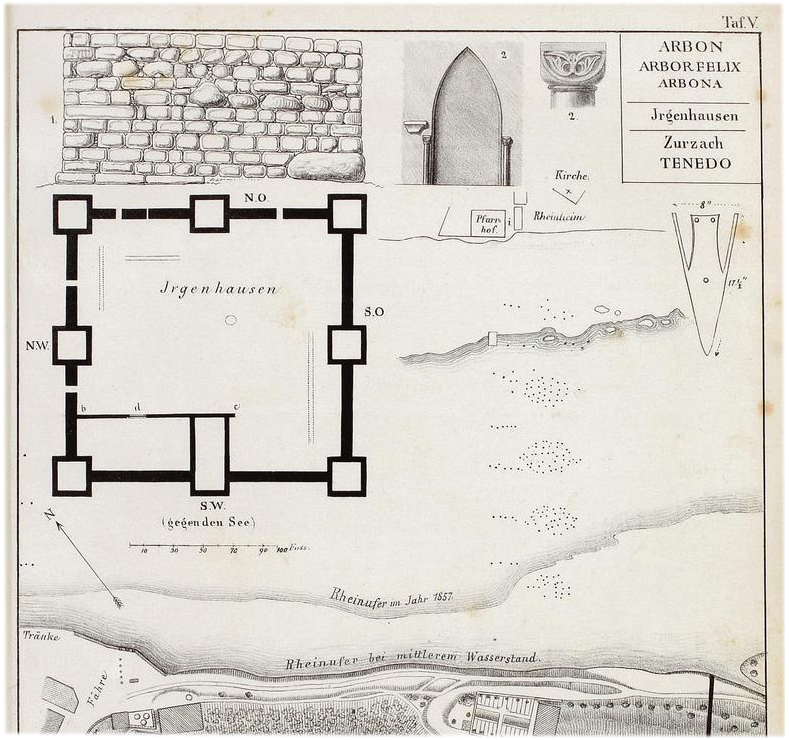
Befundplan von Ferdinand Keller (1860)
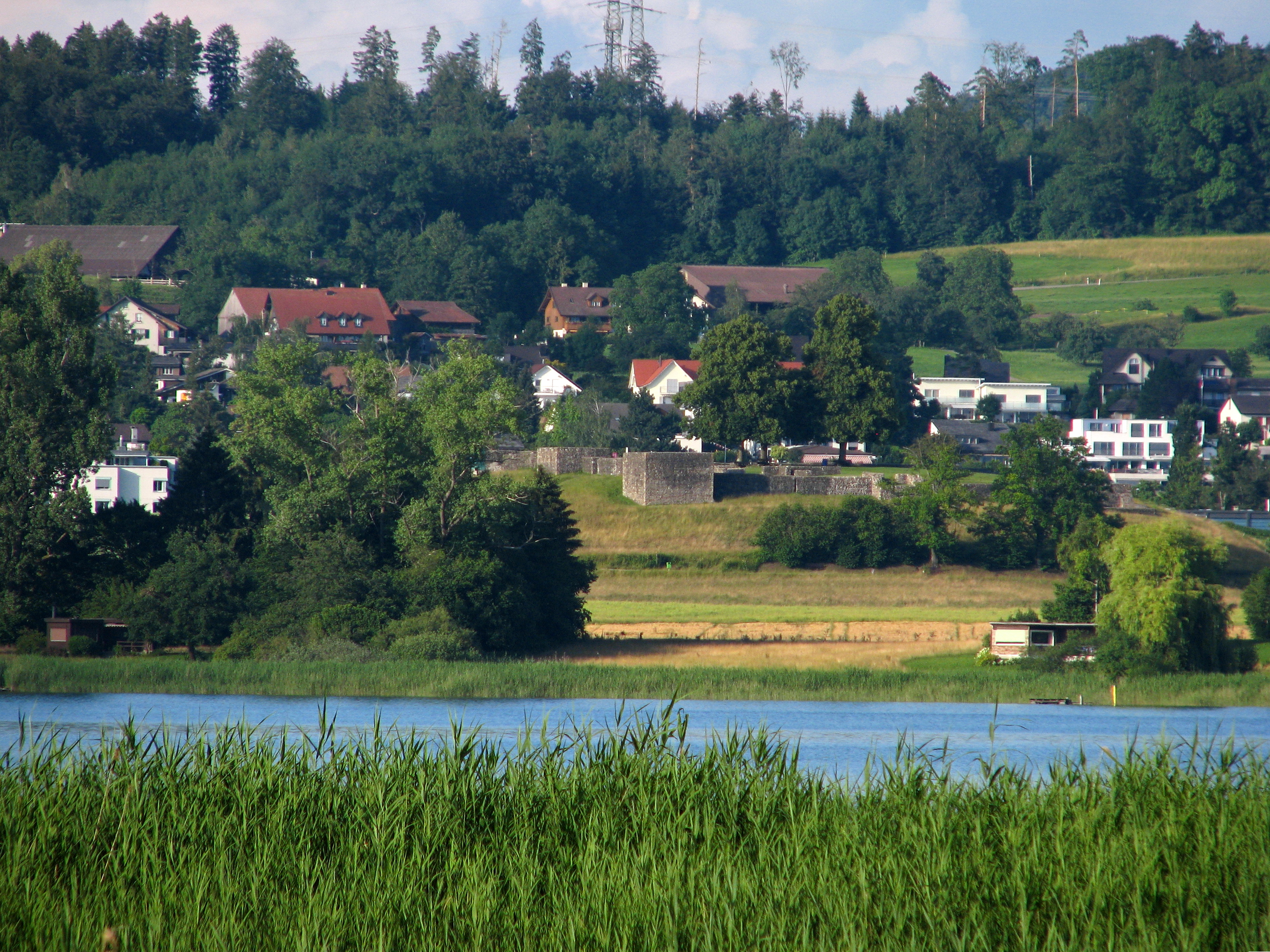
Ansicht von Seegräben über den Pfäffikersee auf das Kastell
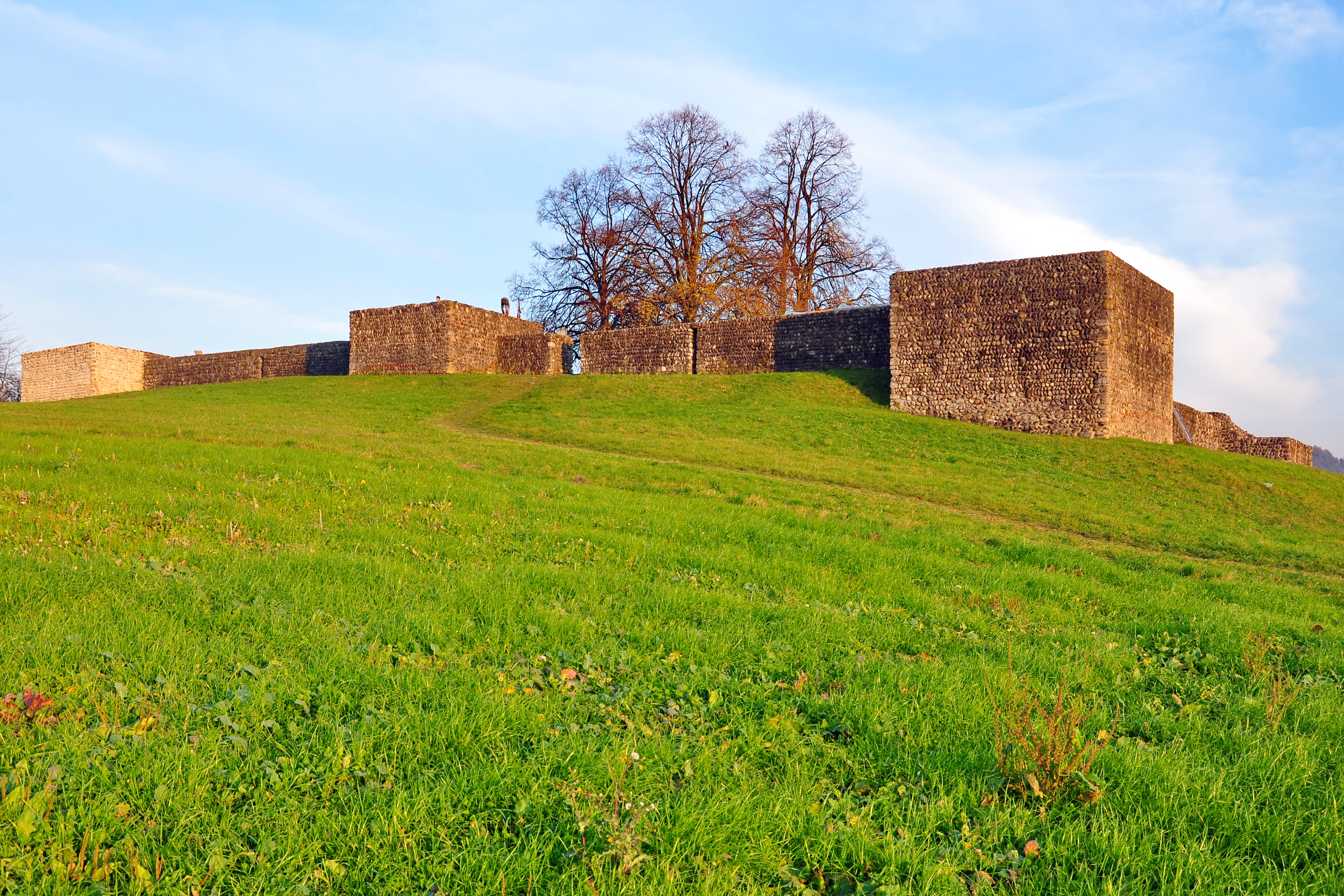
Ansicht von Nordwesten
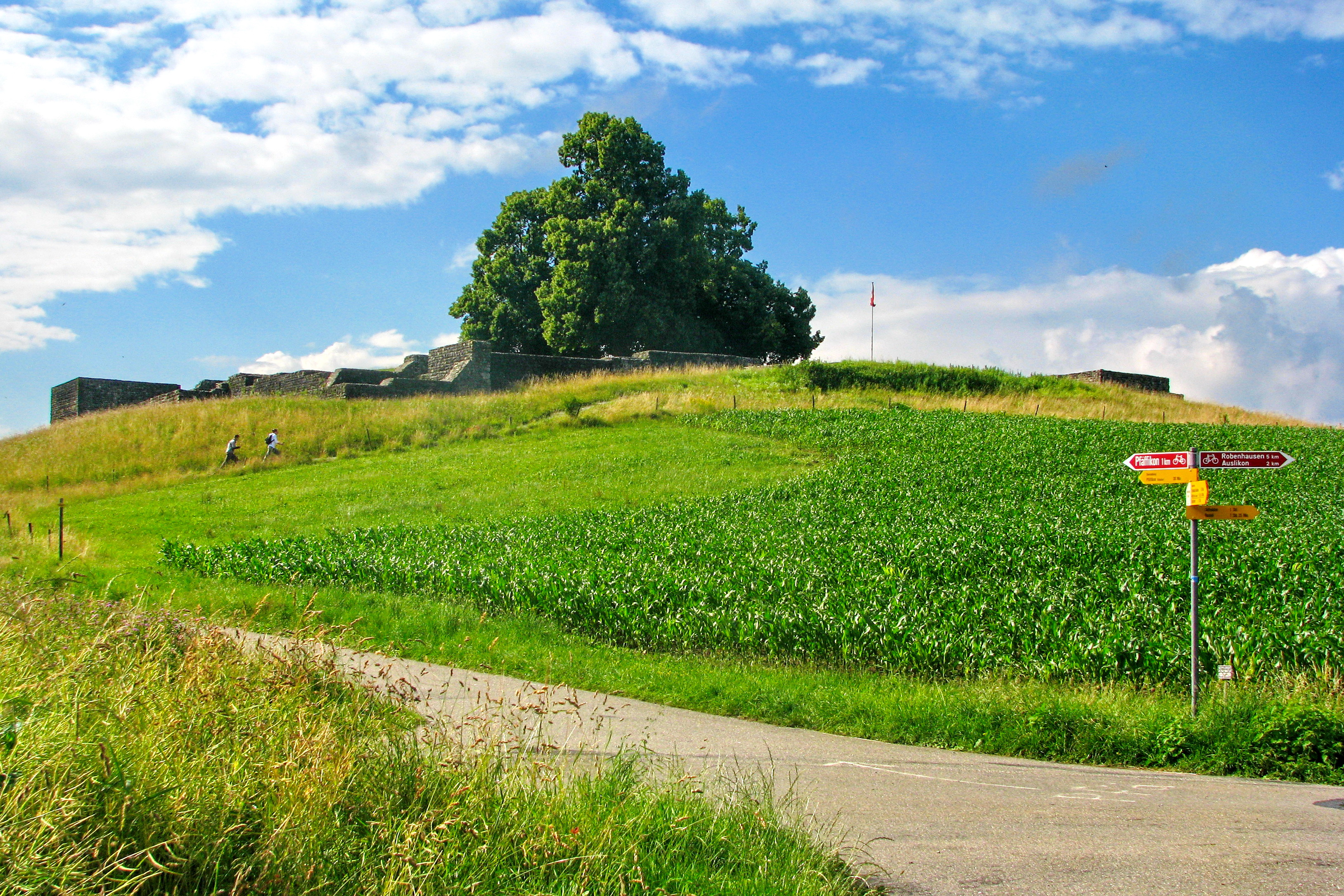
Ansicht von Süden
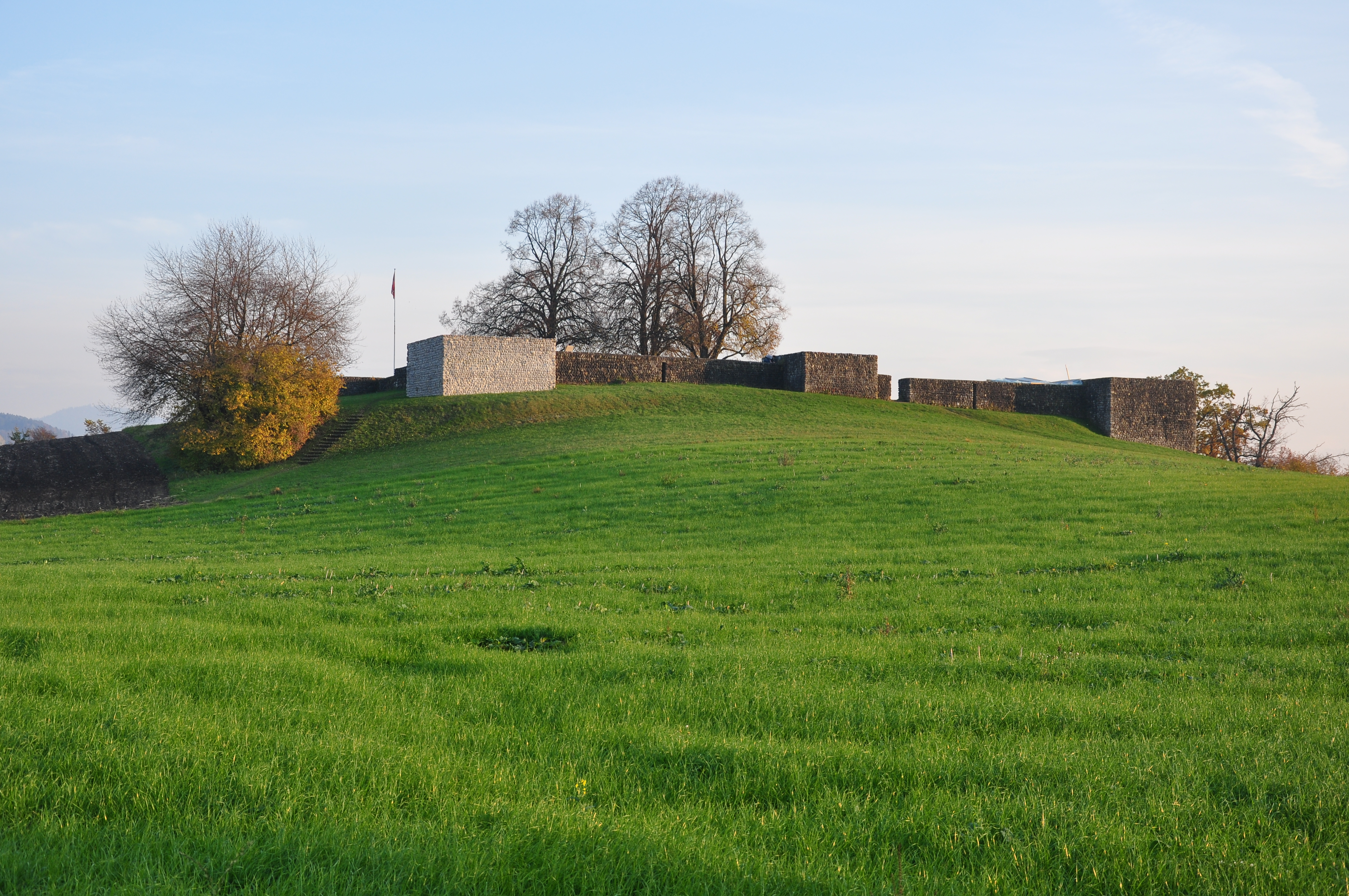
Ansicht von Osten
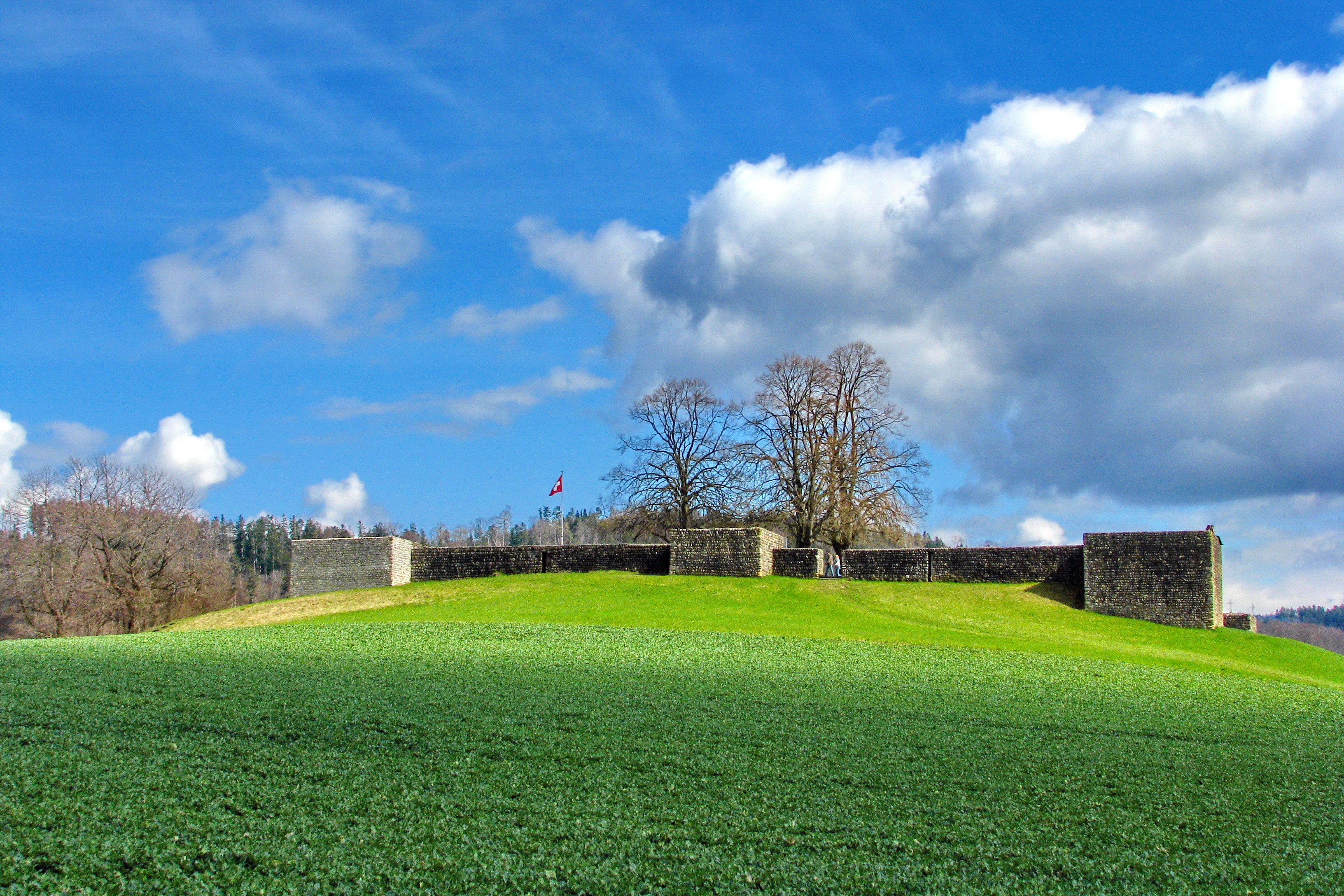
Ansicht aus Norden
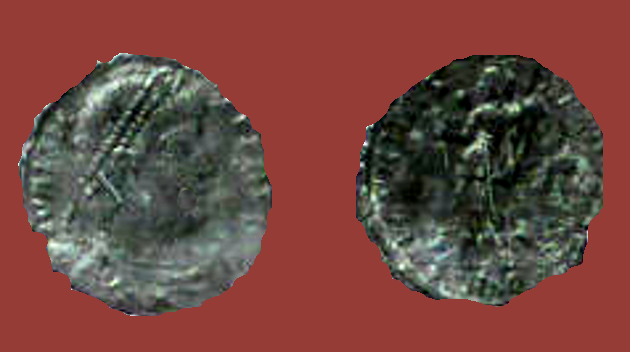
Münze des Valens
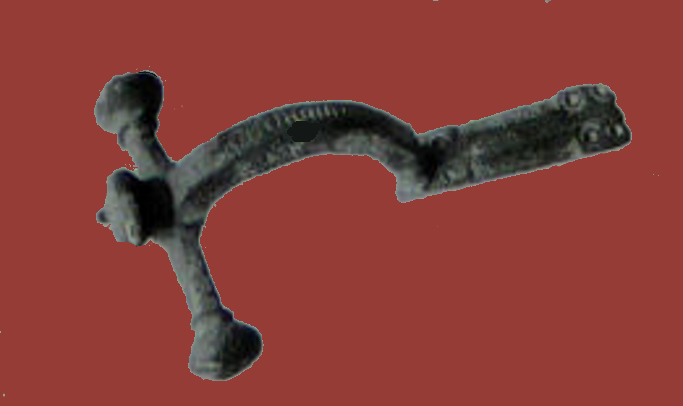
Mantelfibel aus dem 4. Jahrhundert